# Dennis Kamakahi
Dennis David Kahekilimamaoikalanikeha Kamakahi (31 de marzo de 1953 – 28 de abril de 2014) fue un guitarrista de slack key hawaiano, artista de grabación, compositor de música, y ministro cristiano. Ganó varios premios Grammy, y en 2009 fue incluido en el Salón de la Fama de Música hawaiana.